# Heavy Rain
Heavy Rain es un videojuego de acción y aventura de drama interactivo desarrollado por Quantic Dream y publicado por Sony Computer Entertainment para la PlayStation 3. En 2016 se lanzó una adaptación a PlayStation 4, mientras que en 2019 se lanzó una adaptación a Windows publicada por Quantic Dream. El juego presenta a cuatro protagonistas involucrados en el misterio del Asesino del Origami, un asesino en serie que utiliza largos períodos de lluvia para ahogar a sus víctimas. El jugador interactúa con el juego realizando acciones resaltadas en la pantalla relacionadas con movimientos del controlador y, en algunos casos, realizando una serie de eventos de tiempo rápidos. Las elecciones y acciones del jugador durante el juego afectan la narrativa.
El desarrollador del juego David Cage escribió el guion de 2000 páginas, actuó como director durante los cuatro años de desarrollo, viajó a Filadelfia para investigar el escenario y tenía la intención de mejorar los defectos de su juego Fahrenheit de 2005. El compositor Normand Corbeil escribió la partitura, que fue grabada en Abbey Road Studios. Heavy Rain, un éxito comercial y de crítica, es considerado uno de los mejores videojuegos jamás creados y recibe elogios por su impacto emocional, imágenes, escritura, controles y música, aunque algunos críticos criticaron los controles, la actuación de voz y las inconsistencias de la trama. Vendió 5,3 millones de unidades en enero de 2018.

## Jugabilidad
Heavy Rain es un videojuego de acción y aventura de drama interactivo en el que el jugador controla cuatro personajes diferentes desde una perspectiva en tercera persona. Cada personaje jugable puede morir dependiendo de las acciones del jugador, lo que crea una historia ramificada; en estos casos, el jugador se enfrenta a acontecimientos de tiempo rápido. El juego se divide en varias escenas, cada una de las cuales se centra en uno de los personajes.
Mantener presionado R2 mueve al personaje hacia adelante y el joystick analógico izquierdo controla la dirección. La interacción con el entorno se realiza presionando indicaciones sensibles al contexto en pantalla, usando el joystick analógico derecho y realizando movimientos de control Sixaxis con el DualShock 3 o 4. También se incluyen niveles de dificultad que el jugador puede cambiar en cualquier momento durante el juego. Una pantalla de selección de capítulo ofrece la función de reproducir escenas nuevamente. Con PlayStation Move, el jugador maneja los controladores de movimiento y navegación, o el DualShock y los controladores de movimiento.

## Argumento
El día después de celebrar el décimo cumpleaños de su hijo Jason, Ethan Mars (Pascal Langdale) y su familia van de compras. Jason e Ethan son atropellados por un coche; Jason muere e Ethan cae en coma durante seis meses. Después de despertar del coma, Ethan, culpándose a sí mismo por la muerte de Jason, se separa de su esposa Grace y se muda a un pequeño dúplex suburbano mientras experimenta un trauma mental y apagones. Dos años después, Ethan se desmaya en el parque con su otro hijo Shaun. Cuando despierta, descubre que Shaun ha sido secuestrado por el "Asesino del Origami", un asesino en serie cuyo modus operandi consiste en secuestrar a niños pequeños durante la temporada de otoño, ahogarlos en agua de lluvia y dejarles una orquídea en el pecho y una figura de origami cerca. Norman Jayden (Leon Ockenden), un perfilador del FBI que lucha contra la adicción a una droga llamada triptocaína, investiga la muerte de otra víctima de Origami Killer y concluye que murió el mismo día que una violenta tormenta inundó la celda donde estaba retenido. Estima que a Shaun solo le quedan tres días de vida según los patrones climáticos
Asediado por los periodistas, Ethan se registra en un motel. Recibe una carta del asesino, que le lleva a una caja de zapatos que contiene un teléfono móvil, una pistola y cinco figuras de origami. El asesino lo llama y le explica que cada figura contiene instrucciones para completar pruebas que determinarán cuánto ama Ethan a su hijo. Cada vez que complete uno, recibirá una parte de la dirección donde se encuentra Shaun. Las pruebas incluyen conducir contra el tráfico a gran velocidad en la autopista, arrastrarse a través de vidrios rotos y postes eléctricos activos, cortarse un dedo, asesinar al narcotraficante Brad Silver y beber veneno frente a la cámara. Ethan conoce a Madison Paige (Jacqui Ainsley/Judi Beecher), una periodista que a veces utiliza el motel para lidiar con su insomnio. Decide llevar a cabo su propia investigación sobre el Asesino de Origami. Jayden y su compañero, el teniente Carter Blake, investigan a los sospechosos, pero nada sale bien hasta que Grace llega a la estación, temiendo que su ex marido esté involucrado en la desaparición de Shaun. Después de que el psiquiatra de Ethan, Clarence Dupré, revela que su paciente tiene un historial de desmayos, Blake y sus superiores emiten una orden de arresto contra él. Sin estar convencido, Jayden continúa investigando otras pistas.
Mientras tanto, el investigador privado Scott Shelby (Sam Douglas) se reúne con las familias de las víctimas del Asesino del Origami y recopila las cartas y otros objetos que recibieron cuando sus seres queridos fueron secuestrados. La prostituta Lauren Winter, madre de una víctima, convence a Scott para que la deje acompañarlo. Su investigación los lleva hasta Gordi Kramer, quien dice ser el asesino, pero cuando intentan interrogarlo, quedan inconscientes y se despiertan en un automóvil que se hunde en el fondo de un lago. Después de salvar o no poder rescatar a Lauren, Scott localiza al padre de Gordi, Charles, y lo obliga a confesar que su hijo fue responsable de un incidente anterior en el que murió un niño.

### Finales
A lo largo del juego, el jugador experimenta dos flashbacks separados que revelan la verdadera naturaleza del Asesino del Origami. El primero ocurre 34 años antes, con hermanos gemelos jugando en un sitio de construcción después de haber sido obligados a salir de su remolque por su padre alcohólico abusivo. Uno de los dos, John Sheppard, cae en una tubería rota y queda atrapada su pierna justo cuando una tormenta hace que la tubería comience a llenarse de agua. El segundo ocurre poco después, cuando el hermano de John corre a casa para advertir a su padre, sólo para encontrarlo demasiado borracho para ayudar. Asustado y confundido, el niño sólo pudo observar impotente cómo su hermano se ahogaba. Así nació el Asesino del Origami: un asesino que busca un padre dispuesto a sacrificarse. Mata a sus víctimas de la misma manera que murió su hermano. Se revela que el niño es Scott, quien fue adoptado poco después de la muerte de su hermano. Sus acciones como investigador no están destinadas a lograr justicia para sus víctimas; en cambio, necesita recolectar las pruebas de sus crímenes, que luego quema en la papelera de su oficina.
Ethan, Madison y Norman tienen la oportunidad de encontrar el almacén donde está Shaun, rescatarlo y detener a Scott. Ethan puede llegar a través de sus pruebas, Madison debe sobrevivir y encontrar la dirección en el departamento del asesino, y Norman debe sobrevivir y determinar la ubicación del almacén usando ARI para analizar la evidencia que encuentre. Si Ethan va solo, salvará a Shaun y perdonará o matará a Scott. Independientemente de lo que haga, la policía lo matará a tiros cuando intente escapar. Si los tres lo logran, Ethan y Madison tendrán que salvar a Shaun mientras Norman se ocupa de Scott. Si Ethan no llega, Madison peleará con Scott mientras Norman salva a Shaun; Si Norman no viene, Madison realizará el rescate. Una vez que se completa el capítulo, el jugador aprenderá qué pasó con los personajes. Cada final está determinado por lo que ocurrió en el capítulo final. El más positivo muestra a Ethan y su hijo comenzando una nueva vida con Madison, Norman retirándose del FBI para concentrarse en tratar su adicción o ser aclamado como un héroe por salvar a Shaun, y Lauren escupiendo en la tumba de Scott después de maldecir su memoria. El más negativo ve a Madison y Shaun muertos, Norman sufre una sobredosis de triptocaína por la culpa de no salvar a Shaun e Ethan es incriminado con éxito como el Asesino de Origami por Blake. Al mismo tiempo, Scott escapa y permanece prófugo si Lauren muere. Cediendo a su dolor, Ethan se suicida en su celda.

## Personajes

### Personajes principales
- Ethan Mars: Ethan era arquitecto y tenía una aparente vida feliz junto a su esposa Grace y sus dos hijos, Jason y Shaun; sin embargo, su hijo Jason murió en un accidente de tráfico y desde entonces la vida de Ethan cambió. Ethan se divorció de su esposa y adquirió un carácter melancólico y apagado, con trastornos psicológicos. Su hijo Shaun sería secuestrado por el Asesino del Origami.

- Madison Paige: Madison es periodista y vive en el centro de la ciudad. Sufre constantes problemas de insomnio y aparentemente no tiene ninguna conexión con el Asesino del Origami, aunque pronto se verá involucrada en esta oscura trama tras conocer a Ethan. La modelo inglesa Jacqui Ainsley fue utilizada para la captura de movimientos. Y poder hacer el juego
- Norman Jayden: Jayden es un investigador del FBI. Porta unas gafas llamadas ARI capaces de transformar su visión en una realidad virtual. Jayden es adicto a una droga ficticia llamada triptocaína, que intenta dejar, pero que le provoca fuertes ataques debido al síndrome de abstinencia. Jayden es enviado por el FBI para colaborar con la policía y capturar al Asesino del Origami.

- Scott Shelby: Shelby es detective privado y fue contratado por algunas víctimas del Asesino del Origami. Shelby es asmático y posee un gran sentido de la compasión y de la justicia. En el doblaje castellano, el personaje es interpretado en el doblaje español por el actor Tito Valverde.

### Personajes secundarios
- Carter Blake: Un teniente de la policía local, Blake colabora con el investigador Norman Jayden en la búsqueda y captura del Asesino del Origami, aunque parece tener una especie de rivalidad con Jayden. Tiene actitudes muy agresivas y no es lo bastante paciente como para analizar a fondo el caso. A pesar de su forma de ser, cuenta con el apoyo y protección de Leighton Perry.

- Ann Sheppard: La madre de John Sheppard, el niño que murió con 10 años y de su hermano que fue adoptado. Está en una residencia para ancianos y sufre graves problemas de Alzheimer, lo que hace que comunicarse con ella sea muy difícil. El único modo de conseguir hacerle recordar es enseñándole figuras relacionadas con su pasado (como figuras del origami).

- Charles Kramer: El padre de Gordi Kramer, Charles Kramer es un rico e influyente magnate que procura hacer la vista gorda con los desmanes y las excentricidades de su consentido hijo.

- Francisco Paco Mendes: Paco Mendes es el dueño de un famoso night-club de la ciudad. Posee un largo historial de antecedentes penales y está relacionado de alguna manera con el Asesino del Origami.

- Gordi Kramer: El hijo del magnate Charles Kramer, Gordi es el personificación del término «niño mimado»: caprichoso, arrogante, aficionado a los placeres y si tiene algún problema sabe que su padre se lo solucionará. Gordi Kramer será uno de los sospechosos de Scott Shelby de ser el Asesino del Origami.

- Grace Mars: La exesposa de Ethan Mars, tras la muerte de su hijo Jason, Grace se separó de Ethan, ya que aunque a ella no le gusta mencionarlo, considera responsable a Ethan de la muerte de Jason. Y acusa a Ethan de que sea el posible asesino del Origami. Sin embargo, en el final de "Ethan en la Cárcel" Grace se disculpará con Ethan por sospechar de él.

- Hassan: Hassan es dependiente en una tienda y su hijo Reza fue una de las víctimas del Asesino del Origami. El detective Scott Shelby contacta con él como parte de su investigación.

- Jackson Neville (Jack el Loco): Jack es conocido por contrabandear con coches robados y el detective Norman Jayden cree que pudo proveer al Asesino del Origami de un coche para realizar el secuestro de Shaun Mars.

- Jason Mars: Hijo mayor de Grace y Ethan Mars, hermano mayor de Shaun. Murió atropellado después de su cumpleaños a la salida de un centro comercial.

- John Sheppard: Tras investigar, Shelby y Lauren se marchan a un cementerio a encontrar la tumba de un niño que murió a los 10 años, mientras jugaba con su hermano en un edificio en construcción. John quedó atrapado en una acequia y murió debido a que el nivel del agua subió hasta ahogarle, su hermano no pudo hacer nada por salvarle la vida (pidió ayuda a su padre, pero este estaba borracho).

- Lauren Winter: Lauren es prostituta y su hijo Johnny fue una de las víctimas del Asesino del Origami. En un principio se muestra recelosa de ayudar al detective Shelby, pero más tarde, se ofrece a ser su compañera en su investigación. En el doblaje castellano, el personaje es interpretado por la actriz Michelle Jenner.[9]

- Leighton Perry: Jefe de la policía local, Perry supervisa la investigación de Jayden y Blake, pero parece más preocupado por darle un culpable a la prensa que por el caso mismo. Se muestra respetuoso con Jayden, a pesar de que la primera vez que se conocieron, Perry afirmó con desdén que el FBI no era necesario y que era por culpa de la prensa. Aunque en ocasiones corrija el comportamiento de Blake, por lo general se muestra de acuerdo con sus métodos.

- Manfred: Un anciano relojero que es un viejo conocido del detective Scott Shelby. Scott cree que el Asesino del Origami pudo haber contactado con él para reparar una máquina de escribir.

- Miroslav Korda: Un delincuente al que Norman Jayden y Carter Blake detienen y acusan de ser el Asesino del Origami.

- Nathaniel: Un fanático religioso que afirma hablar con Dios. Es uno de los sospechosos de Norman de ser el Asesino del Origami. Al parecer es bien conocido por el teniente Carter Blake.

- Shaun Mars: Hijo menor de Grace y Ethan Mars. Tras la muerte de su hermano Jason, Shaun perdió la alegría que le caracterizaba y generó una relación distante entre ambos. Un día, mientras estaba en el parque con su padre, Shaun desapareció ante sus ojos. El amor que sienta Ethan por Shaun será puesto a prueba durante el juego por el mismísimo Asesino del Origami.

- Susan Bowles: Uno de los hijos de Susan, Jeremy, fue una de las víctimas del Asesino del Origami. Tras la muerte de Jeremy, Susan quedó al cargo de su hija pequeña Emily. El detective Scott Shelby contacta con ella como parte de su investigación.

## Modo de juego

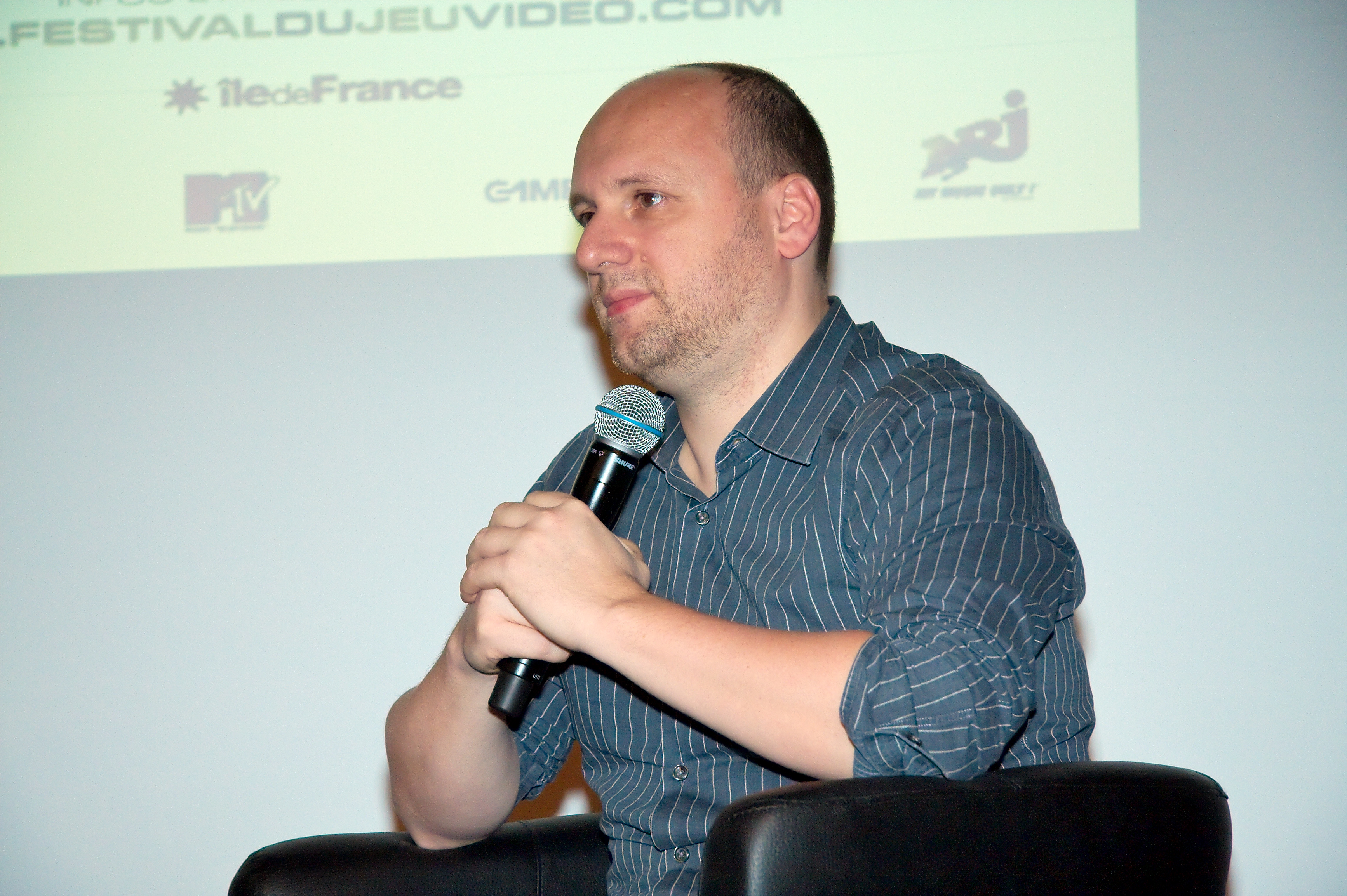
David Cage, creador de Heavy Rain, quiso plasmar en este juego su filosofía acerca de los videojuegos.

La manera de jugar a Heavy Rain es bastante distinta de la mayoría de videojuegos: los personajes pueden interactuar con el entorno, decidir la manera de tratar a los otros personajes o realizar diferentes acciones, por simples que sean (mirar el reloj, sentarse o ducharse...), o las más importantes para el desarrollo de la trama: el destino de un personaje, que continúe con su investigación, que no sea capaz de salir de un edificio en llamas; también se pueden observar los pensamientos de los personaje en diferentes situaciones o sus estados de ánimo, lo que nos ayudará a comprender el punto de vista del personaje en dicho momento, o incluso nos proporcionará pistas de cómo seguir avanzando. El juego advierte que cada decisión que tomemos, incluso por más mínima que nos parezca, podrá hacer que una misión sea distinta o incluso que decida el destino de un personaje.
A diferencia de la gran mayoría de juegos, en Heavy Rain el control que tiene el jugador sobre el personaje se limita a moverse, pensar y tomar decisiones. Podemos controlar al personaje pero siempre dentro de un escenario lineal donde podemos interactuar con el entorno. La mayoría de acciones se ejecutan mediante una serie de acciones con los botones, o los denominados quick time event (una secuencia donde tenemos que pulsar rápidamente un botón dentro de un tiempo limitado que determina el éxito o fracaso de la acción de un personaje).

## Recepción y críticas
El juego fue muy bien acogido por la crítica especializada, que vio en la apuesta mezcla de cine y videojuegos de Heavy Rain un producto innovador y posiblemente precursor de nuevas formas de ver los videojuegos a partir de ahora, con especial interés hacia el argumento y las emociones humanas.
En cuanto a ventas, el juego también ha sido muy bien recibido por el público, ya que ha superado los 3 millones de copias en todo el mundo, cuando las estimaciones más optimistas de los desarrolladores no sobrepasaban las 300.000. David Cage confía que venda más.
Fue ganador de los premios Mejor banda sonora original (Normand Corbeil), Mejor historia y Mejor innovación técnica en los premios BAFTA de 2011.

## Secuela
El escritor y director de Heavy Rain, David Cage, preguntado por la posibilidad de una secuela del título y de una posible continuación de Fahrenheit, respondió:

No estoy seguro que vaya a haber un Heavy Rain 2. No soy un tipo de secuelas, porque, cuando trabajas en una historia, es porque tienes algo que contar. Es una forma de expresarte en un momento de tu vida. Hay un montón de historias geniales que contar. Por ello es por lo que no tiene sentido crear secuelas de las secuelas.

## Adaptación al cine
New Line Cinema y Quantic Dream llegaron a un acuerdo para la adaptación de la película. Los derechos fueron posteriormente adquiridos en una licitación, la cual obtuvo una productora formada por dos exmiembros de New Line: Bob Shaye y Michael Lynne. Ellos han comprado los derechos de la película con sus propios fondos a pesar de la tentativa de Warner Bros. de adquirirlos.
David Milch, escritor de la serie de televisión NYPD Blue y Deadwood, fue confirmado para adaptar el juego a la pantalla grande. Shaye indicó acerca de Milch: "Es increíble la habilidad [que tiene] para transformar historias intensas y complejas, además del teatro, que lo hacen el socio perfecto" para la adaptación a la pantalla grande de Heavy Rain.